# Patsy Kelly

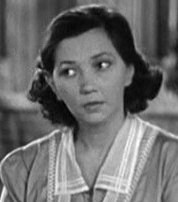
Patsy Kelly in Topper Returns

Patsy Kelly (* 12. Januar 1910 in Brooklyn, New York City, New York; † 24. September 1981 in Woodland Hills, Los Angeles, Kalifornien) war eine US-amerikanische Schauspielerin.

## Leben
Patsy Kelly wurde in Brooklyn, New York City 1910 als Bridget Sarah Veronica Rose Kelly geboren. Nach ihrer Schulzeit wurde sie Schauspielerin und gab 1928 ihr Debüt am New Yorker Broadway. 1930 und 1931 trat sie für den Produzenten Earl Carroll in den damals populären Musicals Sketches und Vanities auf. Sie spielte auch an der Seite des Theaterkomikers Frank Fay. In den 1930er Jahren war Kelly in Fernsehkurzfilmen des Produzenten Hal Roach zu sehen, wo sie unter anderem an der Seite von Thelma Todd in dieser Serie auftrat. Nach dem Tod von Todd im Jahr 1935 trat sie in diesen Serien mit Pert Kelton und später mit Lyda Roberti zusammen auf.
In ihrem Privatleben bekannte sie sich offen zu ihrer lesbischen Orientierung und konnte in den 1940er Jahren daher nur noch Rollen bei dem vor allem Billigproduktionen drehenden Filmproduktionsunternehmen Producers Releasing Corporation (PRC) erhalten, wo sie in den Filmen My Son, the Hero und Danger! Women at Work mitspielte. Zeitweilig hatte sie eine Beziehung mit Tallulah Bankhead.
Kelly zog sich in den 1950er Jahren für einige Zeit aus den Filmgeschäft zurück und war erst ab Mitte der 1950er und in den folgenden Jahrzehnten wieder in Fernsehfilmen zu sehen. Sie war in verschiedenen Fernsehshows als Gast eingeladen, unter anderem in Solo für O.N.C.E.L., The Dick Van Dyke Show, The Wild Wild West und Alfred Hitchcock Presents. 1968 hatte Kelly eine bemerkenswerte Rolle in dem Film Rosemaries Baby von Roman Polański, in dem sie als Nachbarin Laura-Louise an der Seite der Schauspieler Sidney Blackmer, Ruth Gordon und Maurice Evans agierte. 1971 kehrte sie als Schauspielerin an den Broadway zurück, wo sie eine Rolle in dem Musical No, No, Nanette erhielt, in dem auch Ruby Keeler und Helen Gallagher mitspielten. Für ihre dortige Rolle erhielt sie den Tony Award. Weiterhin spielte sie im folgenden Jahr in dem Musical Irene mit Debbie Reynolds, was mit einer weiteren Tony-Nominierung honoriert wurde. 1976 spielte Kelly die Haushälterin Mrs. Schmauss in dem Film Verrückter Freitag, in dem auch Jodie Foster und Barbara Harris mitspielten. 1979 war Kelly in der Disney Komödie The North Avenue Irregulars zu sehen, in der Cloris Leachman, Edward Herrmann und Karen Valentine zum Schauspielensemble gehörten.
Patsy Kelly erhielt einen Stern auf dem Hollywood Walk of Fame am 6669 Hollywood Boulevard. 1981 starb Kelly in Woodland Hills, Kalifornien an Krebs.

## Filmografie (Auswahl)
- 1931: The Grand Dame
- 1933: Air Fright
- 1934: Millionäre bevorzugt (The Girl from Missouri)
- 1934: The Countess of Monte Cristo
- 1935: The Misses Stooge
- 1935: Go Into Your Dance
- 1935: Musik um Mitternacht (Thanks a Million)
- 1935: Jeden Abend um acht (Every Night at Eight)
- 1936: Der springende Punkt (Pigskin Parade)
- 1936: Sing, Baby, Sing
- 1936: Frauenehre (Private Number)
- 1937: Sternschnuppen (Pick a Star)
- 1937: Wake Up and Live
- 1938: Wie leben wir doch glücklich! (Merrily We Live)
- 1938: Millionärin auf Abwegen (There Goes My Heart)
- 1939: The Gorilla
- 1940: Hit Parade of 1941
- 1941: Topper 2 – Das Gespensterschloß (Topper Returns)
- 1942: In Old California
- 1943: Danger! Women at Work
- 1955: Lux Video Theatre (Fernsehfilm)
- 1957: Kraft Television Theatre (Fernsehfilm)
- 1960: The Untouchables (Fernsehserie)
- 1960: Meisterschaft im Seitensprung (Please Don’t Eat the Daisies)
- 1962: Pete and Gladys (Fernsehfilm)
- 1963: Arrest and Trial (Fernsehfilm)
- 1964: Der nackte Kuß (The Naked Kiss)
- 1966: The Ghost in the Invisible Bikini
- 1966: Vacation Playhouse (Fernsehfilm)
- 1967: Laredo (Fernsehfilm)
- 1967: C’mon, Let’s Live a Little
- 1968: Rosemaries Baby (Rosemary’s Baby)
- 1968: Bonanza (Fernsehfilm)
- 1969: The Pigeon (Fernsehfilm)
- 1970: Barfuß im Park (Barefoot in the Park) (Fernsehserie)
- 1976: Ein ganz verrückter Freitag (Freaky Friday)
- 1979: The North Avenue Irregulars
- 1979: Love Boat (Fernsehfilm)

## Auszeichnungen
- Tony Award, 1971
- Star auf dem Hollywood Walk of Fame am 6669 Hollywood Boulevard